# Ulrich Bez
Ulrich Bez (* 7. November 1943 in Bad Cannstatt) ist ein deutscher Unternehmer und Ingenieur. Er war in seiner bisherigen beruflichen Laufbahn für verschiedene Automobilhersteller tätig. Von Juli 2000 bis November 2013 war er Geschäftsführer des britischen Sportwagenherstellers Aston Martin.

## Leben
Ulrich Bez studierte an der Universität Stuttgart Luftfahrtingenieurswesen, bevor er bei Porsche einstieg und dort die Verantwortung für Crash-Strukturen übernahm.
In dieser Zeit promovierte er an der TU Berlin und erlangte 1981 den Doktorgrad für das Dissertationsthema „Beitrag zur Konzeption von Verkehrsrettungsmitteln“.
Bei BMW wurde Bez Leiter der „BMW Technik GmbH München“ und war maßgeblich für die Entwicklung des BMW Z1 verantwortlich. Danach stieg er 1988 wieder bei Porsche als Entwicklungschef im Vorstand ein. Dort war er in seiner dreijährigen Beschäftigungszeit für den Bereich Motorsport und für die Entwicklung des viertürigen Prototyps Porsche 989 zuständig, bevor er das Unternehmen wieder verließ.
Im Jahre 1993 ging Bez nach Südkorea zum Automobilhersteller Daewoo, der sich bis dato auf die Lizenz-Produktion von Opel-Modellen spezialisiert hatte. Unter Bez wurden verschiedene Fahrzeuge, wie z. B. der Kleinwagen Daewoo Matiz entwickelt.
Danach kehrte er wieder nach Europa zurück, wo er 2000 als CEO bei Aston Martin die Geschäftsführung übernahm. Unter seiner Führung wurde das Unternehmen modernisiert. Neben der Entwicklung der Modelle DB9, V8 Vantage, Rapide und One-77 führte er den Sportwagenhersteller zurück in den Motorsport. Im November 2013 trat Bez als CEO zurück und wurde Vorsitzender des Aufsichtsrates. Seinen ehemaligen Posten trat zum September 2014 der von Nissan kommende Andrew Palmer an. Seine Zeit als Geschäftsführer von Aston Martin hielt Bez in dem 2013 erschienenen Buch Making Aston Martin autobiographisch fest.

## Die Rennfahrerlaufbahn
Bez nimmt seit 2006 regelmäßig an Motorsportrennen wie dem 24-Stunden-Rennen auf dem Nürburgring teil, wo er mit verschiedenen Aston Martin Fahrzeugen, wie dem V8 Vantage N24, V12 Vantage oder V12 Zagato antrat.
| Jahr | Team                     | Fahrzeug                    | Teamkollege         | Teamkollege              | Teamkollege         | Platzierung | Ausfallgrund |
| ---- | ------------------------ | --------------------------- | ------------------- | ------------------------ | ------------------- | ----------- | ------------ |
| 2006 |                          | Aston Martin V8 Vantage N24 | Wolfgang Schuhbauer | Horst von Saurma-Jeltsch | Christopher Porritt | Rang 24     |              |
| 2007 |                          | Aston Martin V8 Vantage N24 | Wolfgang Schuhbauer | Horst von Saurma-Jeltsch | Christopher Porritt | Rang 126    |              |
| 2008 |                          | Aston Martin V8 Vantage N24 | Christopher Porritt | Richard Meaden           | Wolfgang Schuhbauer | Rang 27     |              |
| 2009 |                          | Aston Martin V12 Vantage    | Christopher Porritt | Richard Meaden           | Oliver Mathai       | Rang 21     |              |
| 2011 |                          | Aston Martin V12 Zagato     | Wolfgang Schuhbauer | Horst von Saurma-Jeltsch | Matthew Marsh       | Rang 89     |              |
| 2012 | Aston Martin Test Centre | Aston Martin V12 Zagato     | Christopher Porritt | Wolfgang Schuhbauer      | Richard Meaden      | Rang 26     |              |
| 2013 | Aston Martin Test Centre | Aston Martin Rapide S       | Matthew Marsh       | Wolfgang Schuhbauer      | Katsura Shinichi    | Rang 112    |              |